# King’s Quest: Mask of Eternity
King’s Quest: Mask of Eternity (также известная как King’s Quest VIII: The Mask of Eternity) — видеоигра в жанрах Point-and-click приключенения и Action-adventure, разработанная и выпущенная в 1998 году Sierra Studios. Игра является восьмой официальной частью в серии King’s Quest и первой и единственной, где протагонистом не является ни король Грэм, ни члены его семьи. Также проект стал первым в серии, который использовал трёхмерный движок в отличие от двухмерной мультипликации и пиксельного стиля предыдущих игр.

## Сюжет
Игра начинается со сцены в Замке Дэвентри, где король Грэхем и его министр обсуждают повседневные дела королевства. В этот момент перед ними активируется магическое зеркало и показывает им плохое знамение: они становятся свидетелями того как Люкрето (англ. Lucreto), верховный аркон (англ. archon) из Солнечной Страны (англ. Realm of the Sun) уничтожает Маску Вечности (англ. Mask of Eternity) и таким образом высвобождает волну энергии. Зеркало также показывает рыцаря-крестьянина Коннора Ли Марра (англ. Connoг Ly Marr) из близлежащей деревни, который является единственной надеждой королевства. Коннор разговаривает со своей соседкой Сарой, когда начинается шторм и кусочек маски падает к его ногам. Крестьянин поднимает его и оказывается что все смертные в королевстве, включая короля Грэхема, обратились в камень. На этом видение в зеркале пропадает.
В начале игры, Коннор находит волшебника, который окаменел лишь наполовину. Волшебник рассказывает его о Маске Вечности, судьбе Коннора и колдует для него магическую карту, которая показывает все исследованные области и позволяет Коннору телепортироваться между областями как только он находит зоны телепортации на каждой из земель (за исключением Солнечной Страны). Со знанием о его миссии, Коннор продвигается в Замок Дэвентри, чтобы проведать своего вассала и королевскую семью, но обнаруживает что Грэхем и остальные обитатели замка обратились в камень. Рыцарь клянётся, что он спасёт короля Грэхема, королеву Вэланис и всех обитателей Дэвентри или умрёт в попытке.
В конце игры, Коннор поднимается на вершину Солнечной Страны и восстанавливает Маску. Луч синего света озаряет Маску, восстанавливая её силу и посылает волну энергии, которая возвращает всё в Дэвентри к жизни. Сара также перестаёт быть каменной статуей. Король Грэхем смотрит с гордостью на героя через магическое зеркало. Игра оканчивается с тем, что арконы освобождаются из своего каменного плена и присоединяются к Коннору, который триумфально поднимает свой меч к небу.

## Отзывы
| Сводный рейтинг       | Сводный рейтинг |
| Агрегатор             | Оценка          |
| --------------------- | --------------- |
| GameRankings          | 71,42 %         |
| Русскоязычные издания |                 |
| Издание               | Оценка          |
| «Игромания»           | 8,4/10          |

После выхода, мнения критиков о King’s Quest: Mask of Eternity разделились (хотя оценка оказалась выше чем у предыдущей игры серии, King’s Quest VII: The Princeless Bride). Споры вызвало добавление в серию боевой системы, которую хвалила одна часть рецензентов и ругала другая. Игра стала одной из наиболее продаваемых приключенческих игр года, обойдя Grim Fandango в соотношении 2 к 1. В обзорах King’s Quest: Mask of Eternity получала в основном положительные отзывы: большая часть критиков присуждала проекту оценку в 70 % или выше, некоторые журналисты присваивали 90 % и только несколько оценили игру в 10 % или ниже. Игра получила награду «Приключенческая игра года» от издания Digital Entertainment On-line.
В 1998 году, Mask of Eternity стала финалистом в номинации «Приключенческая игра года» от журнала Computer Gaming World, однако она проиграла Grim Fandango и Sanitarium, которые разделили первое место. GameSpot и Академия интерактивных искусств и наук также номинировали Mask of Eternity на лучшую приключенческую игру, но она опять проиграла Grim Fandango. Кроме того, академия номинировала игру в категории «Выдающееся достижение в развитии персонажа или истории», но награду получила Pokémon Red and Blue.